# 目次

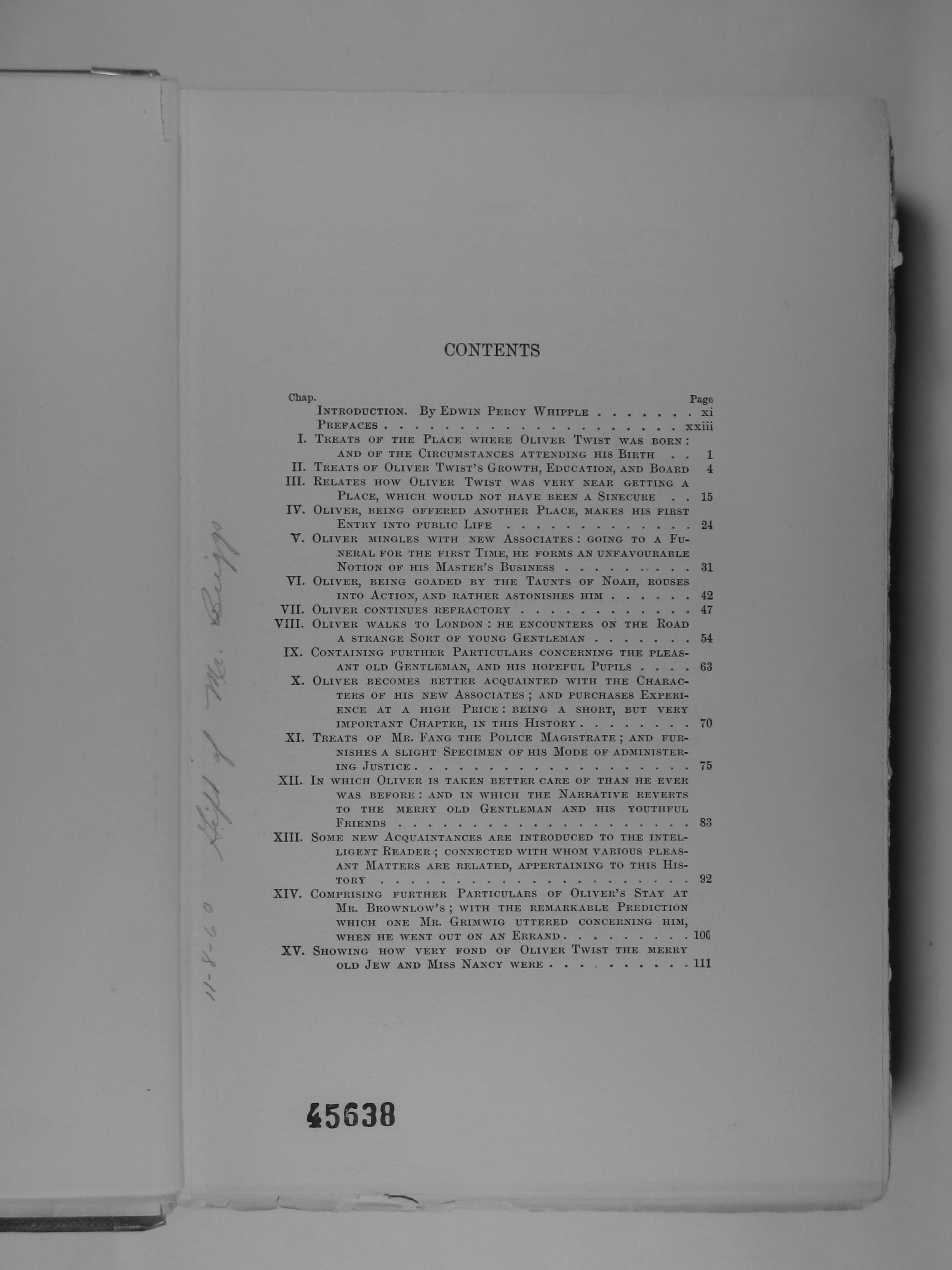
チャールズ・ディケンズの作品集の目次

目次（もくじ、英: table of contents）は、書籍や論文などの比較的長い文書にある見出しをまとめて整理し、（書かれた順番に）書き並べたリストである。その文書の要約、索引の役割も果たす。

## 役割と形式
目次は、書籍や論文といった比較的長い文章が一括して情報を読み出せないために、その内容を検索する際において利便性を与えるために付与される箇条書き形式のページもしくはその集まりである。情報処理分野の情報検索においてはインデックス（索引）という考えもあるが、その技術が発展する以前の印刷媒体において、経験と試行錯誤によって付与されるようになった項目の形態だといえよう。
印刷物における目次では、一般に、どのページ番号から各節・章が始まるかを示し、ネット上の文書においては各節・章へのリンクを列記している場合が多い。
日本語や英語の書籍においては目次は冒頭におかれ、フランス語の書籍においては索引として最後におかれるのが一般的である。
目次は単純に、内部情報の要約（大抵はその節に設けられた表題）とページに割り振られた一意の番号（以後「ページ番号」）によって、ページ順序を基準として列挙してあるにすぎない。ただし高度化した技術書（あるいはマニュアル）などでは、その検索性を向上させるために、内部情報のカテゴリ別けに沿って、その系統別にページ番号を示すケースも見られるが、そういった検索性向上のための工夫が凝らされているものは、一般に索引と呼ばれ、目次とは区別される。

## 目次の考えと付与されている印刷媒体
目次は上に挙げたとおり、内部情報の検索性向上のために付与される性質があるが、そこは慣習的に付与されている面もあり、本来であれば検索性は考慮されず冒頭から巻末まで通し読まれることを前提とする物語でも付与される。
その一方で、情報の検索性が求められる辞書や百科事典のような形態の印刷物では、五十音（例：あいうえお）やアルファベット（例：ABC）といった「言葉としての表音順にまとめられた項目の最初のページ番号」のみが簡潔に示されている。これは収録情報があまりに多すぎるため、その各々に見出しを設けても情報量が多過ぎて冗長化し、検索性が悪いためである。
新聞では、いわゆる1面の脇に、小さく各々のページがどのような種類の記事に割り振られているかが簡単に記載されている。記事のジャンルにより、政治・経済・産業・家庭・社会・広告などのページ構成が成されている。
ただしこれらの目次は、一般にあまり顧みられることは少ない。物語では通読される関係で「どこまで読んだか」が判ればよく、これは栞一枚でこと足りる。辞書や百科事典などページ数が多く厚い本では、各ページの脇の一部に設けられた目印（紙断面＝前小口側から確認可能な目印で、つめ(爪)・行爪(あ行の爪、か行の爪…の意)・爪掛け／thumb index（切込み））を数えることでも代用可能で、新聞紙に至っては全体的なページ数が少ないため、順にめくっていってもさほど時間がかからないためである。しかし絶対的にこれら目次が不要だとするだけの確証もないため、その各々には簡略化された目次が設けられる傾向がみられる。
書籍全般や論文では、その内部情報が大きいことと、その各々のページを直接開きたい需要が存在することが容易に推測できるため、それらの多くでは少なからぬページを割いて目次を設ける傾向にある。この傾向は、雑誌のような速報性が重視される様々な情報を扱う刊行物でも同様である。